# 鉄キレートレダクターゼ
鉄キレートレダクターゼ（ferric-chelate reductase）は、次の化学反応を触媒する酸化還元酵素である。
2 Fe(II) + NAD+ {\displaystyle \rightleftharpoons } 2 Fe(III) + NADH + H+
この酵素の基質はFe(II)とNAD+で、生成物はFe(III)、NADHとH+である。
この酵素は酸化還元酵素に属し、NAD+またはNADP+を受容体として金属イオンを特異的に酸化する。組織名はFe(II):NAD+ oxidoreductaseで、別名にferric chelate reductase;
iron chelate reductase、NADH:Fe3+-EDTA reductase、NADH2:Fe3+ oxidoreductaseがある。